# Regional District of Mount Waddington
Regional District of Mount Waddington är ett regionalt distrikt i provinsen British Columbia i Kanada. Antalet invånare är 11 035 (år 2016) och ytan är 20 244 kvadratkilometer.
I Regional District of Mount Waddington finns kommunerna Alert Bay, Port Alice, Port Hardy och Port McNeill.